# Heroes & Zeros
Heroes & Zeros – norweski zespół rockowy założony w 2005 roku, składający się z następujących członków: Lars Løberg Tofte, Hans Jørgen Undelstvedt i Arne Kjelsrud Mathisen. Ich muzyka najczęściej określana jest jako indie rock lub rock alternatywny, lecz jest ona mieszanką wielu różnych stylów muzycznych. Nazwa „Heroes & Zeros” symbolizuje różnice w standardzie życia i kontrasty w społeczeństwie.

## Historia
Pierwotnie grupa powstała w Lillesand. Jej początki sięgają roku 2003 gdy trójka znajomych postanowiła założyć kapelę. Największy wpływ wywarli na nich artyści tacy jak: Radiohead, The Flaming Lips czy Pixies. Na scenie muzycznej zadebiutowali dopiero dwa lata później w Oslo, gdzie muzycy w miarę rozwoju kariery postanowili zamieszkać.
„Na nasz pierwszy występ przyszło 90 osób, na następny 180, zatem natychmiast zaczęliśmy grać dwa razy częściej” – mówi Mathisen. Po kilku koncertach, zespół przyjął propozycje wzięcia udziału w Zoom Tour, dzięki czemu wkrótce zwiedził całą Norwegię. „Od zawsze koncentrowaliśmy się na dawaniu tylu koncertów ile się da” – wyjaśnia Undelstvedt. Młodzi Norwedzy nie próżnowali, i jeszcze tego samego roku ukazał się ich pierwszy oficjalny singel „Cellophane”, ciepło przyjęty przez opinię publiczną. Rok później grupa wydała EP zatytułowane Circles, które zapewniło im występ w ogólnokrajowej rozgłośni radiowej, oraz koncert przed pięciotysięczną widownią. W 2007 roku Heroes & Zeros największy dotychczasowy sukces sprzedając pierwszy studyjny album Strange Constellations, na którym znalazły się utwory takie jak wyżej wspomniany wyżej „Cellophane”, czy „Into The Light”. Artyści podsumowali krążek słowami „Wchodząc do studia, trzeba mieć jakiś plan. My nagraliśmy album, a nie dziesięć przypadkowych piosenek”. Ostatni album studyjny to Simian Vices Modern Devices z 2009 roku.

## Skład
- Hans Jørgen Undelstvedt – wokal prowadzący, gitara, samplery
- Lars Løberg Tofte – wokal wspierający, gitara basowa, instrumenty klawiszowe
- Arne Kjelsrud Mathisen – wokal wspierający, perkusja, instrumenty klawiszowe

## Dyskografia

### Albumy studyjne
- Strange Constellations – 23 kwietnia 2007 (Nightliner/Universal)
- Simian Vices Modern Devices – 2 marca 2009 (Nightliner/Universal)

### Albumy kompilacyjne
- In The Slipstream Vol. 1 – Live – 26 lipca 2008 (Nightliner/Universal)
- Heroes & Zeros vs. Harry's Gym Live Slottsfjell 09 – (Nighliner/Universal)

### EP
- Circles EP – 6 maja 2006 (Heroes & Zeros Music)

### Single
- Cellophane – Live at Garage – 13 września 2005 (Heroes & Zeros Music)
- Cellophane – luty 2006 (Heroes & Zeros Music)
- Circles – czerwiec 2006 (Heroes & Zeros Music)
- Into The Light – luty 2007 (Nightliner/Universal)
- A Stange Constellation – kwiecień 2007 (Nightliner/Universal)
- Oslo Fadeout – czerwiec 2007 (Nighliner/Universal)
- The Foolproof – październik 2007 {Nightliner/Universal)
- Simian Vices – styczeń 2009 (Nightliner/Universal)
- Cipramillion – marzec 2009 (Nightliner/Universal)